# Аб'янська кампанія (2015)
Аб'янська кампанія (березень—серпень 2015) — кампанія по захопленню мухафази Аб'ян, між хуситами та коаліцією Гаді, при підтримці джихадистів АКАП. Війська Гаді відновили контроль над Аб'ян 11 серпня, після нападу на хуситів на початку серпня.

## Кампанія
26 березня 15-та бронетанкова бригада, що перебувала на базі в місті Лаудар, оголосила про підтримку армії хуситів. У свою чергу, 111-а піхотна бригада, розташована в районі Ахвар, через п'ять днів об'єдналися разом із силами Гаді. Також АКАП пообіцяла надати підтримку в боях проти хуситів, але не бути лояльними до самого Гаді.
27 березня хусити та союзні з ними війська захопили місто Шукра, прибережне місто біля Аравійського моря. Захоплення міста стало контрольною точкою для контролювання доріг до Адена та захоплення міста. Проте авіабомбардування Саудівської Аравії заважало перемістити важке озброєння до міста.
29 березня прохуситськими силами було захоплено Зінджібар, столицю муфази та центр сил Гаді в даному регіоні. 20 людей загинуло під час захоплення. Продовжувалися тривалі бої між силами місцевих угрупованнь та хуситами, що захопили військову базу та декілька футбольних стадіонів у місті, які були бомбардовані коаліцією.
3 квітня сили хуситів увійшли в район Яара, Лаудар та Шукру. Військові сили Гаді повідомили, що 7 квітня 111-а піхотна бригада оточила хуситів у місті та відрізала від постачання, проте, 15-а танкова бригада заявила, що все ще отримує постачання з Ель-Бейда на півночі. Навколо Лаудар продовжувалися затяжні бої протягом дня. У решті-решт сили Гаді захопили бригаду хуситів.
25 квітня в результаті штурму по всій провінції загинуло не менше 29 хуситів, повідомлялося з офіційних джерел[яких?].
8 серпня сили Гаді почали наступ, щоб відбити місто Зінджібар у хуситських повстанців після того як провладні сили відновили свою діяльність у Джаар та Лаудар.
10 серпня сили Гаді захопили столицю провінції Зінджібар після дводенних боїв із повстанцями, та продовжили наступ для відбиття міста Шукра. 11 серпня війська Гаді відновили контроль над усією провінцією.